# Nadryw
Nadryw (russisch надрыв, Betonung: nadrýw) ist eine von Fjodor Dostojewski erstmals im Roman Die Dämonen verwendete russische Vokabel für emotionale Spannung. In Übersetzungen des Romans Die Brüder Karamasow wurde sie verschieden wiedergegeben: Schmerzekstase (Fedor Stepun), wunde Stelle (E. K. Rahsin), Übersteigerung (Werner Creutziger). Swetlana Geier ließ das Wort unübersetzt und machte es in Deutschland bekannt.

## Bedeutung

### Grammatik und Semantik
Nadryw ist ein Neologismus Dostojewskis. Er ist gebildet als Substantivierung des schon vorher gebräuchlichen Reflexivverbs ,nadrywatsja‘/,nadorwatsja‘. In Pawlowskis russisch-deutschem Wörterbuch (Riga 1911) wird nadrywatsja mit „sich Schaden tun“, „sich verheben“, „sich aus allen Kräften anstrengen“ wiedergegeben. Das Nachschlagewerk Slovar’ russkogo jazyka (Wörterbuch der russischen Sprache, Moskau 1983) definiert nadryw als „übermäßige Anstrengung“ (чрезмерное усилие) und „übermäßige krankhafte Schärfe im Ausdruck“ (чрезмерная, болезненная резкость в проявлении, выражении чего-л.).
Das Verb nadrywat ist ein Kompositum des Verbs rwat (рвать, dt. reißen) und der Vorsilbe nad (над, dt. an). Ursprünglich bezeichnet der Begriff die Veränderung einer materiellen Struktur unter Einwirkung einer mechanischen Kraft. Die Vorsilbe nad wird im Russischen dann verwendet, wenn es um einen Prozess im Anfangsstadium geht.
Neben diesem physischen „reißen“ kann rwat auch eine starke psychische Spannung bezeichnen. Es ist dann mit deutschen Redewendungen vergleichbar: So kann die Geduld oder der Geduldsfaden reißen oder etwas zerrt an unseren Nerven – was nicht passiert, wenn man Nerven wie Drahtseile hat. Nadryw ist dann in etwa mit „Überspanntheit“ zu übersetzen.

### Konnotationen
In der Bedeutung einer spezifischen, extremen Seelenverfassung ist der Begriff seit Dostojewski in die russische Sprache eingegangen. In dieser Bedeutung wird es meistens abwertend gebraucht. So beschreibt der Schriftsteller Andrei Bely „die Angst vor dem Nadryw“, die seinen Freund Alexander Blok erfasst hätte, und dass dieser „dem Thema Nadryw“ aus diesem Grunde ausgewichen sei. A.W. Lunatscharski, erster Volkskommissar für Kultur (vgl. Volkskommissariat für Bildungswesen), beschreibt in seinem Artikel Über die Vielstimmigkeit Dostojewskis (1929) „jenen unerträglichen Nadryw“ als unangenehmen Seelenzustand, „der bei den Menschen dieser Klasse als Folge des Zusammenbruchs alter Prinzipien auftritt, als Folge äußerster Ungewissheit der Zukunft und der lastenden Schwere der Gegenwart“.

### Übersetzungsvarianten
Formulierungen wie „Schmerzekstase“, „wunde Stelle“, „Überspanntheit“ oder „Übersteigerung“ wurden in bisherigen Dostojewski-Übersetzungen verwendet. So schreibt Ilma Rakusa: „Swetlana Geier hat in ihrer jüngsten Übertragung den Begriff als terminus technicus übernommen, mit der Begründung, er sei unübersetzbar. In der Tat sind deutsche Lösungen wie ‚Schmerzekstase‘ (Fjodor Stepun), ‚wunde Stelle‘ (E.K.Rahsin), ‚Übersteigerung‘ (Werner Creutziger) nur Annäherungen. Ein Pendant steht nicht zur Verfügung, als wäre die Sache selbst unbekannt.“ Der englische Übersetzer David McDuff kommentiert seine Übersetzung ,crack up‘ mit den Assoziationen 'cracks', 'ruptures', 'hysterias' und dem Französischen 'déchirement'.

### Frage der Übersetzbarkeit
Im Zusammenhang mit der Neuübersetzung von Dostojewskis Roman Die Brüder Karamasow führte Swetlana Geier das Wort als Beispiel dafür an, dass es nicht immer möglich sei, literarische Bedeutungen von einem Kulturkreis in den anderen zu übertragen. Geier lässt Nadryw in der deutschen Version unübersetzt, was sie damit begründet, dass die deutsche Sprache kein Äquivalent für den russischen Ausdruck biete. Dies stützt sie mit Auszügen aus dem Briefwechsel der Literaturwissenschaftler Dmitrij Tschischewskij und Fjodor Stepun:
Tschischewski schrieb auf Russisch (15. Juni 1949):

„Lieber Fjodor Agustowitsch! […] Wie geben Sie folgende Worte wieder, was Sie bei Ihren Vorträgen gewiß getan haben, die für die russische Geistesgeschichte absolut unverzichtbar und keineswegs leicht wiederzugeben sind wie:
1.) Oproschtschenije
2.) Choschdenije w narod
3.) Nadryw
Das ist alles.“

Stepun antwortete auf Deutsch (30. Juni 1949):

„Was nun die Frage der Übersetzung anbetrifft, so kann ich kaum eine feste Terminologie vorschlagen, die den drei von Ihnen aufgeschriebenen Worten entspräche. (…) Nadryw ist am schwersten auch durch die Umschreibung wiederzugeben: Ich habe oft von 'Schmerzekstase', ab und zu von einem „vehementen Aufschrei der Seele“ gesprochen. Ich glaube nicht, daß die Worte sich ein für alle Male eindeutig übersetzen oder terminologisch fixieren lassen, es sei denn, daß man sich über solche Begriffskristalle einigt. Mir ist in drei Tagen, in denen ich darüber nachdenke, noch nichts Vernünftiges eingefallen.“

## Nadrywin Dostojewskis Werk
Im Roman Die Dämonen (1870–1871) taucht das Wort nadryw erstmals auf. Damit wird hier ein Gemütszustand bezeichnet, der die Hauptfigur Stawrogin zu einer überstürzten Heirat führt: „Es waren die Nerven, ein Nadryw“. Die Figur der Maria Timofejewna Lebjadkina erklärt Stawrogins Handeln an dieser Stelle mit einer Art Masochismus: „Sie heiraten aus Leidenschaft für Qual, aus Leidenschaft für Gewissensbisse, aus seelischer Lüsternheit“. Im Roman Der Jüngling (1875) fällt das Wort zweimal.
In Dostojewskis letztem Roman Die Brüder Karamasow (1878–1880) spielt nadryw eine beherrschende Rolle. Hier wird nadryw eindeutig gegen den Begriff des „hysterischen Anfalls“ oder „Hysterie“ abgegrenzt. In dem aus zwölf „Büchern“ bestehende Roman (inklusive Vorwort und Epilog) wird in dem „Nadrywy“ betitelten vierten Buch der Begriff von der exaltierten Mme. Chochlakowa eingeführt und von diesem Moment an häufig wiederholt. Drei aufeinanderfolgende Kapitelüberschriften benennen mit „Nadryw“ die anfallartige, verwirrte Qual verschiedener Personen.

Der Slawist Wolf Schmid hat das Konzept in verschiedenen Arbeiten erläutert. Seine Definition lautet:
Nadryv (von den Wörterbüchern erläutert als die „Verhebung“, die Überanstrengung, der an Hysterie grenzende, überreizte Ausdruck eines Gefühls) ist eine psycho-ethische Grundsituation in der Welt Dostoevskijs, eine überspannte sittliche Haltung, die einer eigentlichen Neigung widerspricht, eine Form pseudo-idealistischer Selbstverleugnung. An den meisten Stellen ist nadryv am besten mit Selbstvergewaltigung wiederzugeben.

## Rezeption in Deutschland
Das russische Wort nadryw hat in Deutschland aufgrund der Verbreitung der Dostojewski-Übersetzungen von Swetlana Geier seit den 1990er Jahren besondere Popularität erfahren. Im Rahmen von Frank Castorfs Theateradaption von Die Brüder Karamasow an der Berliner Volksbühne ließ Bühnenbildner Bert Neumann 2015 ein Banner mit dem Wort in kyrillischen Buchstaben an der Fassade des Theaters aufhängen. Im Spielfilm Axolotl Overkill, der Filmadaption von Helene Hegemanns Buch Axolotl Roadkill, trägt die Hauptfigur ein T-Shirt mit der Aufschrift. 2017 erschien ein Film über das Ende von Frank Castorfs Volksbühnen-Intendanz mit dem Titel Nadryw – Die Volksbühne als letzte Realität. Die Preisträgerin des Wortmeldungen-Förderpreises 2022, Jonë Zhitia beschäftigte sich in ihrem Essay Nadryw | Sprache fühlen mit dieser Wortschöpfung Dostojewskis.